# Fleur du Maquis
Der Fleur du Maquis (französisch für Blüte der Macchie) ist ein korsischer Käse. Es handelt sich um einen sogenannten Artisanal-Käse, bei dem der Hersteller neben der Milch der eigenen Tiere auch zugekaufte Milch verwenden darf. Der Name des Käses leitet sich von der französischen Bezeichnung Maquis für den korsischen Buschwald ab. Meist wird der Käse an seiner Oberfläche mit entsprechenden Gewürzen der Maquis wie Bohnenkraut, Rosmarin und Wacholder dekoriert. Der Käse strömt einen intensiven Geruch nach diesen getrockneten Kräutern aus. Der Teig ist ebenso wie beim Brin d’Amour elfenbeinfarben und leicht säuerlich. Die Reifezeit des Käses beträgt einen Monat.
Der Fleur de Maquis hat meist eine quadratische Form mit einer Kantenlänge von zehn bis zwölf Zentimeter. Die Höhe des Käselaibs beträgt zwischen fünf und sechs Zentimeter.